# Top 5 Hits (album ZOEgirl)
Top 5 Hits est un EP de compilation par ZOEgirl sorti en 2006.  Cet album fait partie de la série Top 5 Hits. Il est de style rock chrétien.

## Liste des titres
1. "I Believe" (from their self-titled album)
2. "You Get Me" (from Different Kind of FREE)
3. "Beautiful Name" (from Different Kind of FREE)
4. "About You" (from Room to Breathe)
5. "Scream" (from Room to Breathe)